# Rue de la Loge (Lyon)
Pour les articles homonymes, voir Rue de la Loge.
La rue de la Loge est une rue pavée du quartier du Vieux Lyon dans le 5e arrondissement de Lyon en France. 

## Situation
D'orientation est-ouest, cette rue pavée relie le carrefour formé par la rue Juiverie et la montée du Change à la place du Change où se trouvait l'ancienne loge du Change, devenue temple du Change, un lieu de culte protestant. Elle sert de tenant septentrional à la rue de Gadagne.

## Accessibilité
Ce site est desservi par les stations de métro Hôtel de Ville - Louis Pradel et Vieux Lyon - Cathédrale Saint-Jean.
- Ligne forte C3
- Lignes de bus C14, C19, C20 et 31
- Navette fluviale Vaporetto
- Stations Vélo'v : Saint Paul (Gare) - Place Fousseret (Angle quai de Bondy) - Place Gerson (proche Quai Pierre Scize)

## Odonymie
À la Renaissance, l'angle de la rue et de la rue de Gadagne s'appelait le « puits de la porcherie », les banquiers Laurent Capponi et Pazzi y avaient un bureau. La rue doit son nom actuel au temple du Change également connu sous le nom de « loge du Change », nom attesté depuis au moins 1810.

## Histoire
Le tracé de cette rue remonte au Moyen Âge. Une partie importante de la rue est composée de la façade nord du temple du Change. Quant au reste de la rue il est composé d'immeubles de la période renaissance. 

## Patrimoine
À l'angle nord-est de la rue de la Loge et de la rue Juiverie et au no 23 de cette dernière se trouve notamment la « maison des Lions », construite par le fileur, marchand puis bourgeois et conseiller du roi Jérôme Lentillon en 1640.
Au no 1 bis se trouve un escalier « avec belvédère, trois étages de galeries » et au no 4 une maison du XVIIe siècle avec « sculptures[,] porte et imposte ».
Au no 3-5, un immeuble du XVIe siècle abrite une cour, « une tour polygonale de cinq étages et façade à meneaux à colonnettes ».